# Страст и чежња
Страст и чежња (порт. Força de um desejo) бразилска је теленовела, продукцијске куће Реде Глобо, снимана 1999.
У Србији је приказивана током 2000. и 2001. на локалним телевизијама.

## Синопсис
Главна јунакиња је Естер Деламаре, девојка скромног порекла која се у свет у којем претежно главну реч имају мушкарци, пробила захваљујући свом изгледу и интелигенцији. Постала је власница најпознатије јавне куће у Рио де Жанеиру, месту где се окупљају бројни племићи и милионери тражећи незаборавне тренутке задовољства и дружења. Живот јој се мења када упозна лепушкастог Инасија, старијег сина моћнога барона Енрикеа Собрала, власника плантаже кафе "Оуро Верде" у унутрашњости Бразила. Инасио напушта свој дом и живот на високој нози након огорчене свађе са оцем, који се ружно понео према његовој мајци Елени. Одлази у Рио де Жанеиро на студије са скромним наследством које му је оставио његов деда и тамо упознаје лепу Естер у коју се заљуби на први поглед.
Она, ненавикнута на искрену пажњу и љубав од стране мушкарца, резервисано приступа вези, али на крају се заљуби. Након низа неспоразума, он је остави, а она се уда за Енрикеа Собрала не знајући да је он отац љубави њеног живота. Ни сам Енрике не зна да му је син заљубљен у његову жену што је само још један степеник неспоразума и узрок бројних заврзлама које ће уследити у овом љубавном троуглу.
Паралелно се одвијају и друге приче, као ривалство између Енрикеа и Ижина Вентуре, бароновог највећег непријатеља, који се после десет година враћа у Бразил како би уништио Собрала јер му је отео Елену, љубав живота. Ривалство влада и између двојице браће, Инасија и млађег Абеларда. Абелардо је бесан на свог брата највише због болесне опсесије да буде попут њега, али и због љубави према Алиси, Ижиновој кћерки, која је заљубљена у Инасија.

## Улоге
| Глумац:                 | Улога:                |
| ----------------------- | --------------------- |
| Малу Мадер              | Естер Сампајо         |
| Фабио Асунсао           | Инасио Собрал         |
| Клаудија Абреу          | Оливија Шавијер       |
| Режиналдо Фарија        | Барон Енрике Собрал   |
| Пауло Бети              | Ижино Вентура         |
| Наталија Тимберг        | Идалина Менезес       |
| Лавинија Власак         | Алисе Вентура         |
| Селтон Мело             | Абелардо Собрал       |
| Марсело Серадо          | Маријано Шавијер      |
| Исабел Филардис         | Лусија                |
| Сонија Брага            | Баронеса Елена Собрал |
| Денизе дел Векио        | Барбара Вентура       |
| Луис Кардосо Жомар      | Переира да Силва      |
| Клаудио Кореа и Кастро  | Леополдо Силвејра     |
| Жозе Левгој Фелисио     | Кантуарија            |
| Жозе де Абреу           | Переира               |
| Ђована Антонели         | Виолета               |
| Карлос Едуардо Долабела | командат Керојз       |
| Нелсон Дантас           | др Шавијер            |
| Жулија Фелденс          | Жулијана Шавијер      |
| Шико Дијаз              | Клементе              |
| Шика Шавијер            | Росалија              |
| Антонио Граси           | Виторио               |
| Росита Томаз Лопес      | Фабиола Шавијер       |